# Махлебі

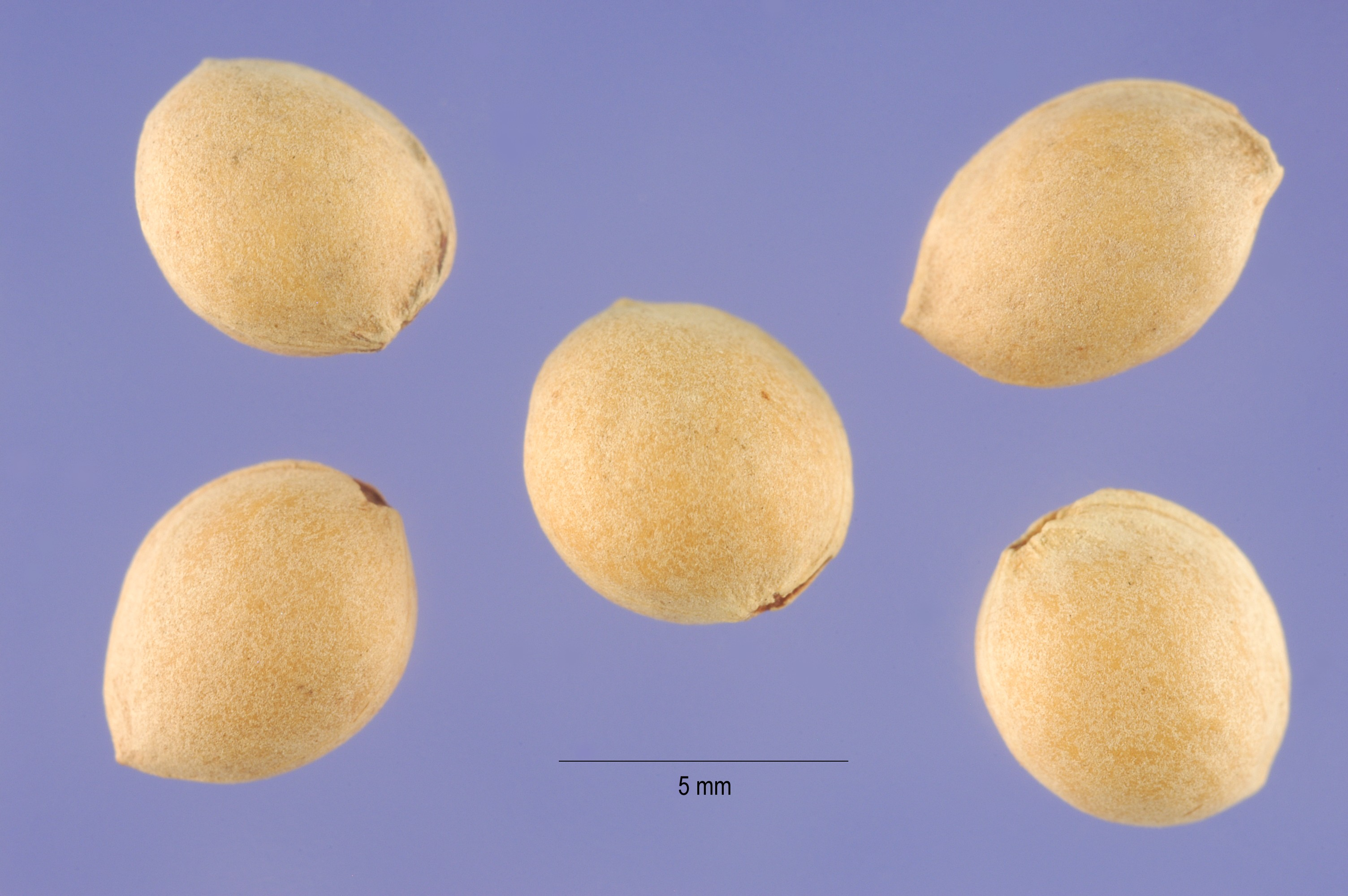
Цілі кісточки, насінинки всередині

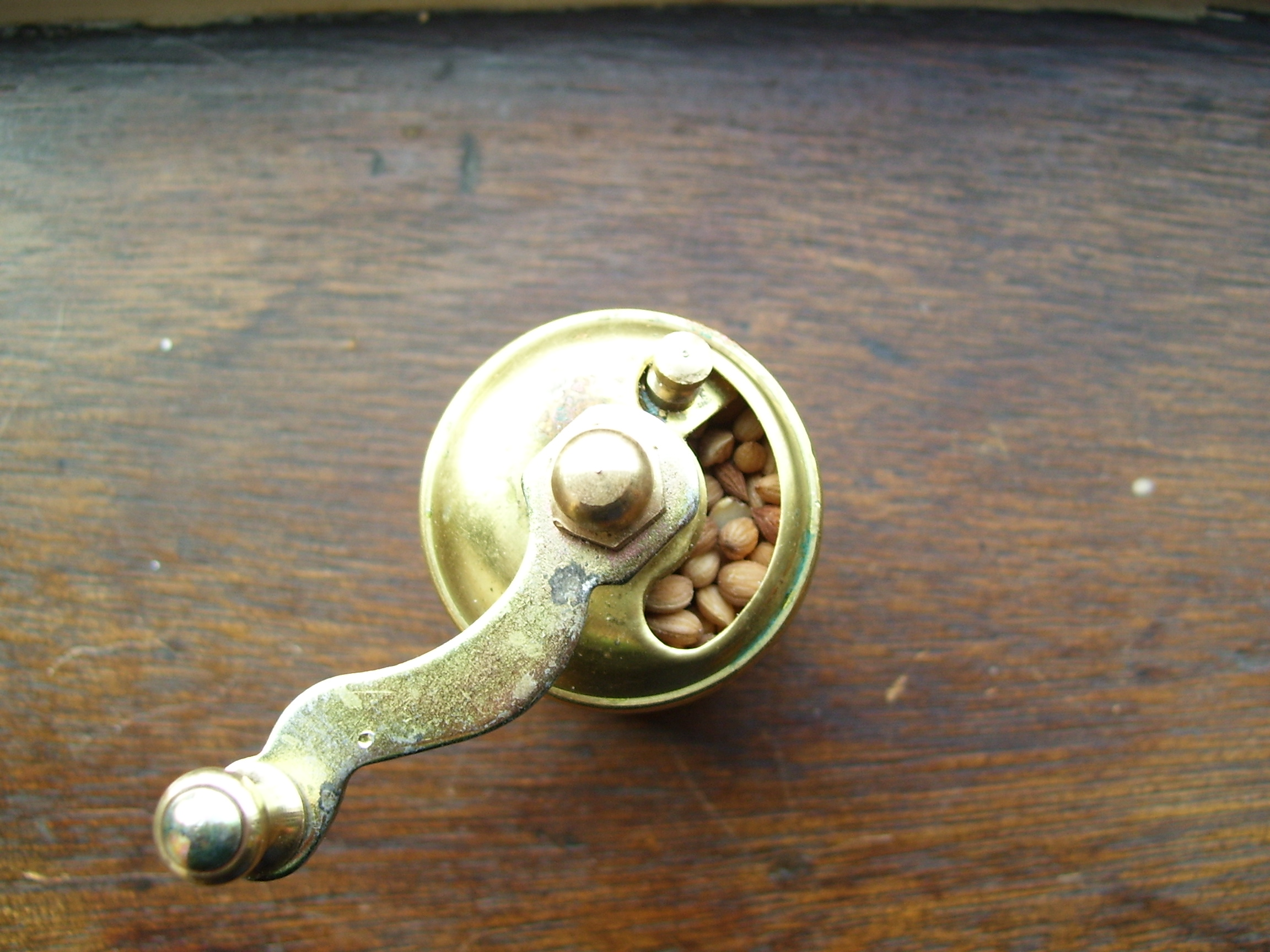
Кісточки махлебі у ручній мололці

Махлебі (махлеб, магалебська вишня, магалебка, антипка) — це ароматична спеція, зроблена з насіння певного виду дикої вишні Prunus mahaleb (вишня Святої Люсії або Магалебська вишня). Вишневі кісточки розколюють, щоб видобути з них насіння, розміром 5 мм у діаметрі. Насіння дуже м'яке, його можна жувати. Перед вживанням ядра насінинок перемелюють у порошок. Її аромат нагадує поєднання гіркого мигдалю та вишні. Махлебі використовується у маленькій кількості, щоб зробити смак солодощів яскравим.
Вона використовуєть протягом багатьох століть на Середньому Сході та сусідніх територіях як спеція для хлібобулочний виробів.
У Греції спеція називається μαχλέπι (махлепі) і використовується у дріжджових здобних пирогах та печивах на свята, наприклад, на Новий рік пиріг василопіта, а на Великдень цурекі. У Вірменії ця спеція також додається у традиційний пасхальний хліб, який схожий по назві і з грецьким цурекі, але вимовляється трішки інакше — чорек. На Середньому Сході та у Малій Азії махлебі використовується для рамаданських солодощів, таких як çörek (чо(у)рек), канділ сіміді, какать (ka'kat), мамул. На Кіпрі спеція називається μέχλεπι (мехлепі) і використовується у пасхальних сирних пирогах і тістечках під назвою φλαούνες (флаонес). У Туреччині спеція використовується для хліба під назвою погача (круглий хліб, зазвичай солоний). У Єгипті перемелену махлебі змішують з медом, кунжутом та горіхами, цю пасту їдять як десерт або намазують на хліб.
В різних мовах є багато різних варіантів написання назви цієї спеції — mahlab, mahalab, mahleb, محلب , مَحْلَب, מהלב, mahlep, mahalep, μαχλέπι, μέχλεπι, mahlepi, machlepi чи makhlepi.